# Planungsbezirk Xinyi

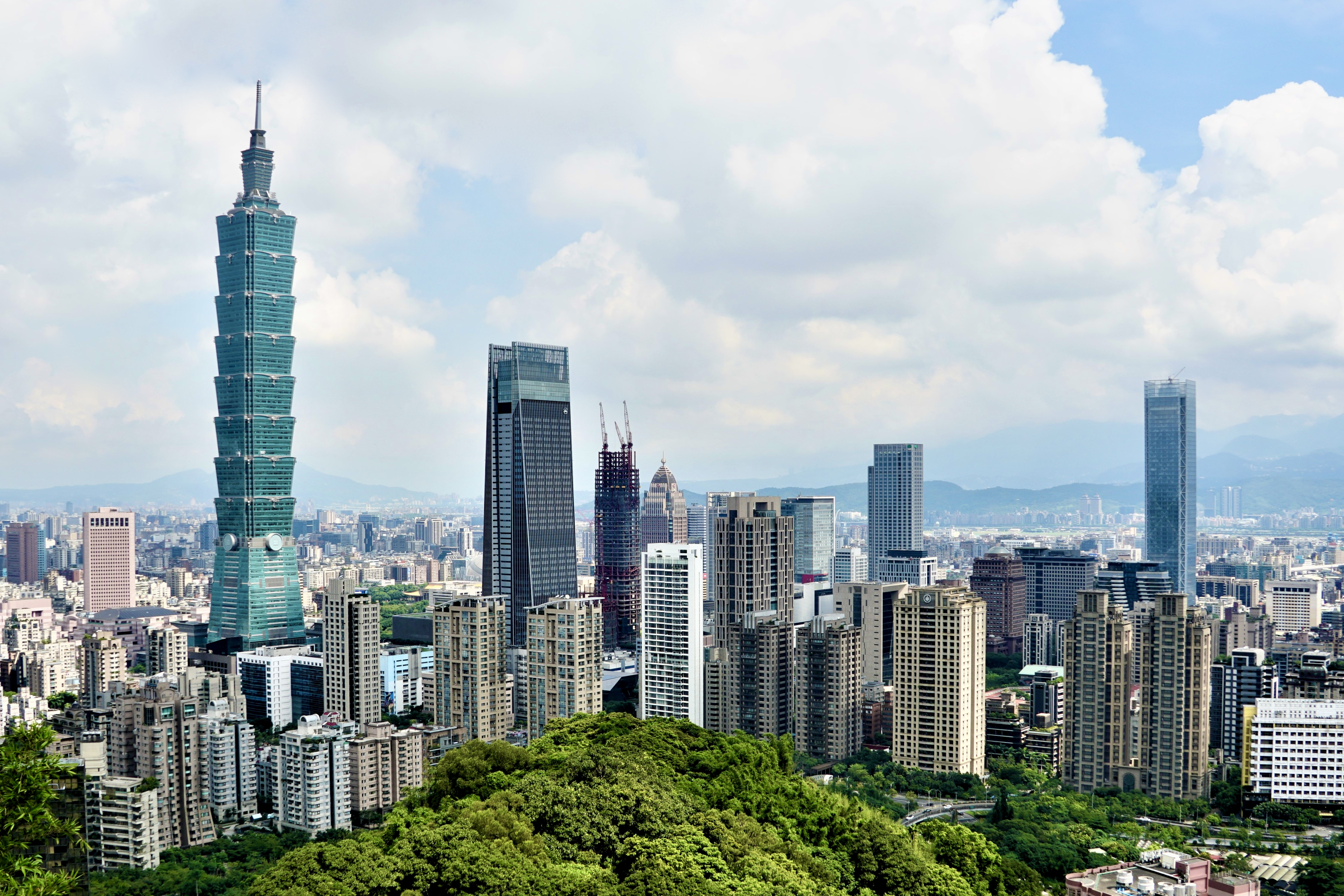
Skyline des Planungsbezirks Xinyi

Der Planungsbezirk Xinyi (chinesisch 信義計畫區, Pinyin Xìnyì jìhuà qū) ist ein Geschäftsviertel im Stadtteil Xinyi in Taipeh, Republik China (Taiwan). Die Gesamtfläche des Planungsbezirks Xinyi beträgt 1,53 km².

## Geschichte
Der Bezirk wurde in den 1970er Jahren entworfen und ab den 1980er Jahren entwickelt. Der Planungsbezirk Xinyi ist Taipehs wichtigstes zentrales Geschäftsviertel. Wichtige Infrastrukturen wie Taipei 101, Rathaus von Taipeh, Taipei Internationales Kongresszentrum und Taipeh World Trade Center befinden sich in diesem Bereich.
Seine historische Entwicklung begann 1976, als die Stadtverwaltung von Taipeh den Vorschlag zur Sanierung des Gebiets östlich des Sun-Yat-sen-Gedächtnishalle machte. Der Zweck dieser Neuentwicklung bestand darin, ein sekundäres Einkaufszentrum abseits des geschäftigeren alten Innenstadts (Hauptbahnhof Taipeh, Ximending) zu errichten. Die Neuentwicklung sollte, den Wohlstand des östlichen Bezirks und die Bequemlichkeit des Stadtlebens für die bestehenden Bewohner steigern.

## Galerie

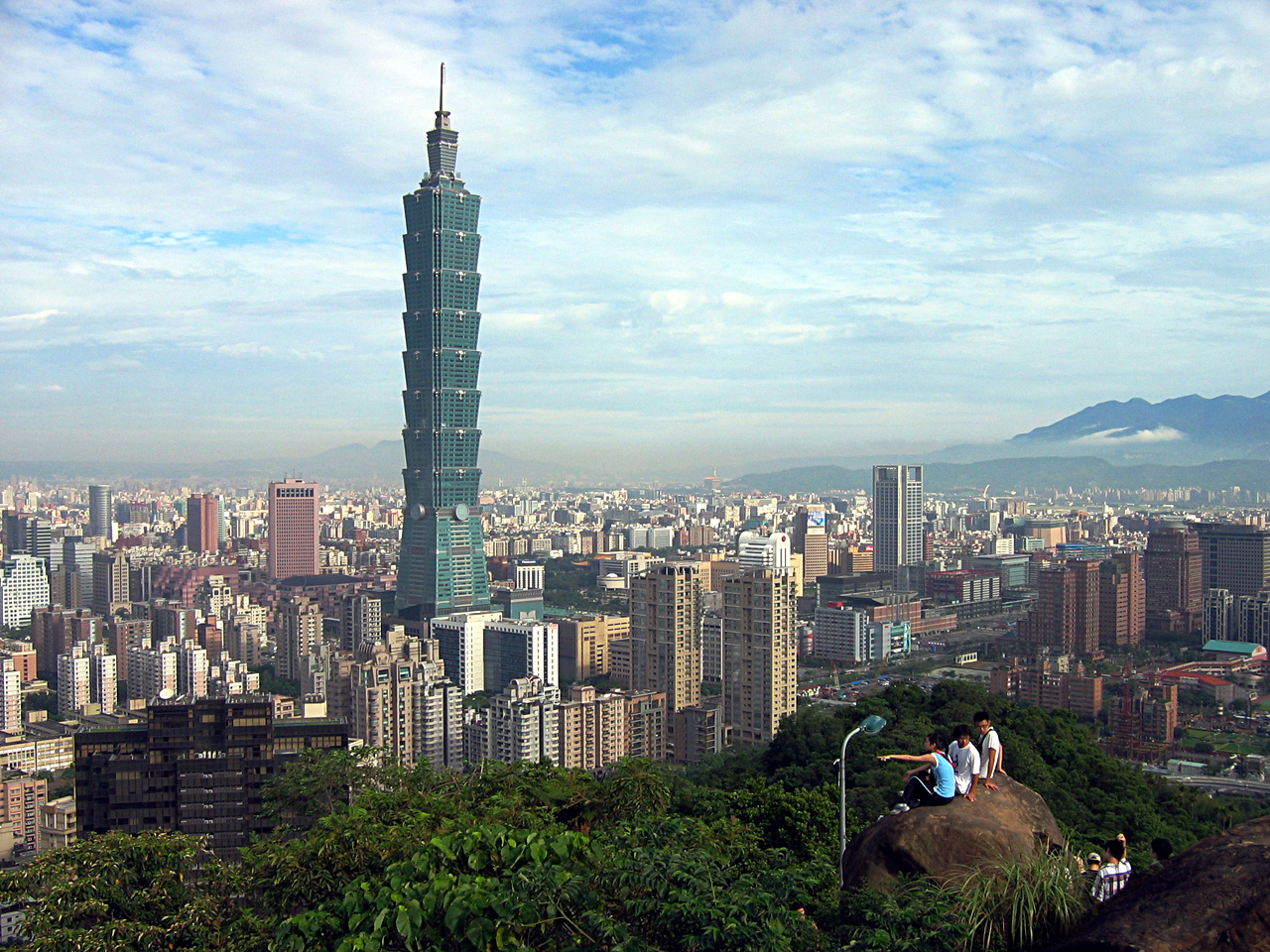
Bezirk im Jahr 2005
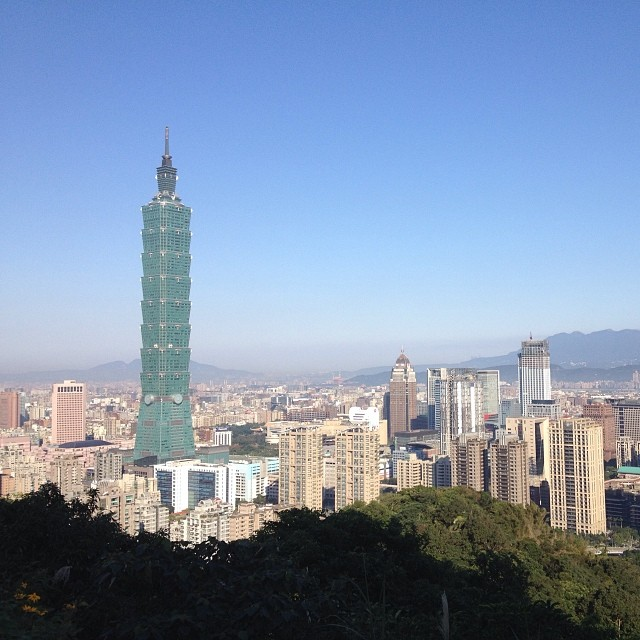
Bezirk im Jahr 2013
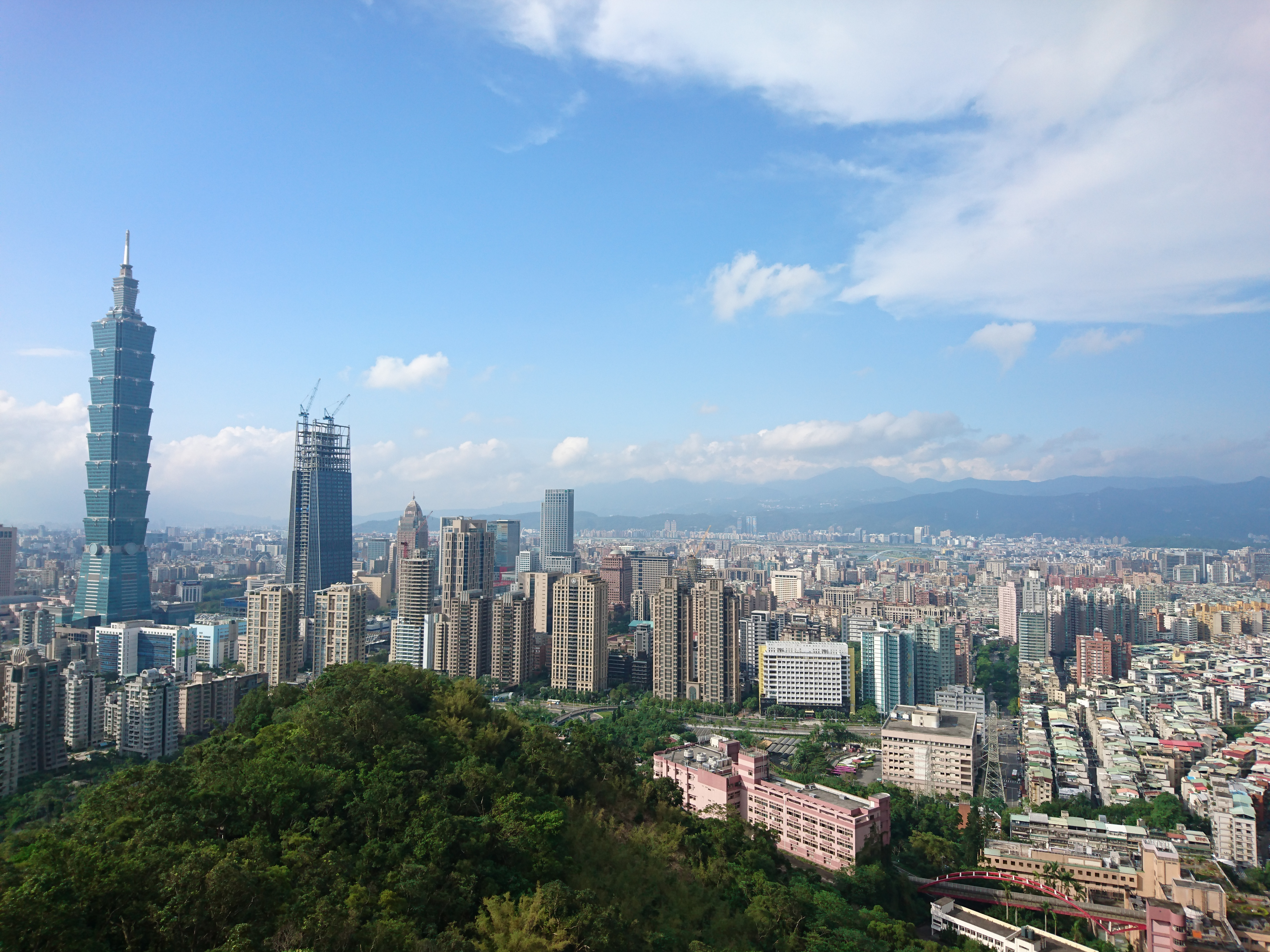
Bezirk im Jahr 2016
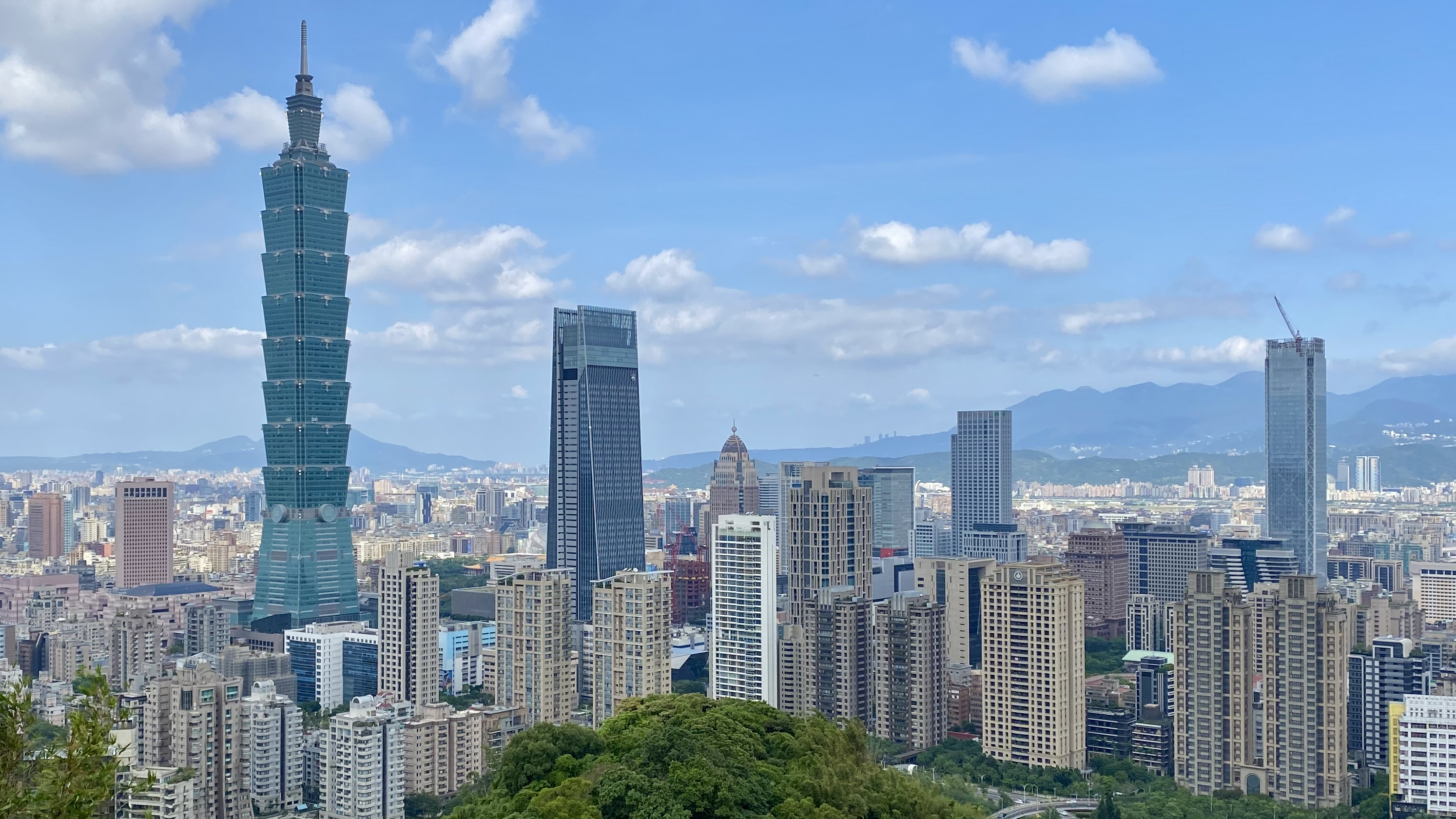
Bezirk im Jahr 2021

## Höchste Gebäude (über 200 m)
| Alternativer Name              | Bild | Höhe (m) | Anzahl der Stockwerke | Jahr der Fertigstellung | Referenz |
| ------------------------------ | ---- | -------- | --------------------- | ----------------------- | -------- |
| Taipei 101                     |      | 508      | 101                   | 2004                    | [ 2 ]    |
| Taipei Sky Tower               |      | 280      | 56                    | 2022                    | [ 3 ]    |
| Taipei Nan Shan Plaza          |      | 272      | 48                    | 2018                    | [ 4 ]    |
| Fubon Group Xinyi Headquarters |      | 266      | 56                    | 2021                    | [ 5 ]    |
| Cathay Landmark                |      | 212      | 46                    | 2015                    | [ 6 ]    |
| Farglory Financial Center      |      | 208      | 32                    | 2012                    | [ 7 ]    |